# Kondakovia longimana
Kondakovia longimana é uma grande espécie de lula, da família Onychoteuthidae. O manto pode atingir os 85 cm e provavelmente acima de 1,15 m O espécimen de maior tamanho, medindo 2,3 m de comprimento, foi encontrado na Antártida, em 2000.

## Distribuição
K. longimana ocorre em águas epipelágicas e mesopelágicas do Oceano Antártico. A distribuição passa por circumpolar podendo chegar até às Ilhas Geórgia do Sul e Sandwich do Sul e ao Mar da Tasmânia
O material-tipo desta espécie, consistindo em três espécimenes apanhados à superfície e a uma profundidade de 50 m, foram recolhidos a norte das Ilhas Órcades do Sul e está depositado no Museu Zoológico da Universidade Estatal de Moscovo.